# Willy Lateste
Willy Lateste, né le 26 août 1930 à Ostende (province de Flandre-Occidentale) et mort le 7 juin 1967, est un animateur et scénariste belge. Il est le frère d'Eddie Lateste.

## Biographie
Willy Lateste naît le 26 août 1930 à Ostende,.
Dans les années 1950, il livre des bandes dessinées historiques pour le magazine flamand Ons Volkske (en), supplément jeunesse d'Ons Volk Ontwaakt (nl) : Vader des Vaderlands en 1957-1958, sur Guillaume Ier d'Orange-Nassau, et Michiel de Ruyter en 1958, à propos du célèbre amiral néerlandais.
Il entre au milieu des années 1960 aux studios Belvision, à Bruxelles, fondé par Raymond Leblanc, l'éditeur du populaire journal Tintin. Il participe aux courts métrages d'animation et au premier film lancé par les studios, Pinocchio dans l'espace (1965). Afin de promouvoir le film, Lateste est chargé de l'adapter en bande dessinée, publiée dans Tintin de mars à mai 1965, puis éditée en album par Le Lombard et Dargaud. Il réalise également les illustrations de l'album publicitaire du Chocolat Jacques pour lequel il n'est pas crédité,.
Toujours au sein de Belvision, Willy Lateste écrit le scénario des films Astérix le Gaulois (1967) et Astérix et Cléopâtre (1968), le second aux côtés des auteurs originaux, René Goscinny et Albert Uderzo. Il meurt le 7 juin 1967, au cours de la production de ce dernier, à l'âge de 36 ans.
Son frère aîné Eddie Lateste a également rejoint Belvision en 1960, où il dirige plusieurs films jusque dans les années 1970.

### Vie privée
Il était le conjoint de Jacqueline Van der Gucht. Il avait trois enfants.

## Œuvre

### Filmographie
- 1960 : Chlorophylle et Minimum dans Le Bosquet Hanté[7],[8], d'après Raymond Macherot, court métrage de Ray Goossens de 9 min 12 s, Éditions du Lombard, chef animateur : Willy Lateste, chanson interprétée par Viviane Chantel, décors : H. de Reymaeker.
- 1961-1964 : Lucky Duck[9], deux épisodes
- 1965 : Oumpah-Pah, courts métrages
- 1965 : Spaghetti à la romaine[10],[11], animateur, Belvision, 8 min.
- 1965 : Gibus[12], série
- 1965 : Pinocchio dans l'espace
- 1967 : Astérix le Gaulois
- 1968 : Astérix et Cléopâtre

### Illustration
- Louis Musin (ill. Willy Lateste), Pinocchio dans l’espace, Paris, Dargaud, 1965, 25 p. (OCLC 1010140468, BNF 32962608)